# 臺南伏見宮貞愛親王御駐營址
22°59′34″N 120°12′37″E / 22.992671°N 120.210251°E

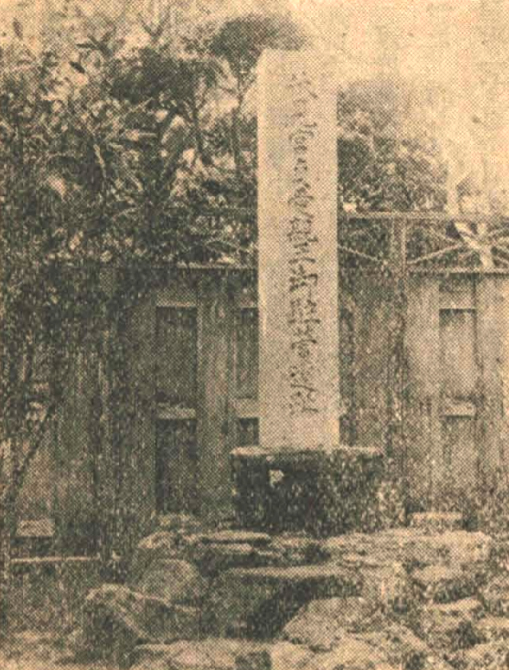
臺南伏見宮貞愛親王御駐營址紀念碑

臺南伏見宮貞愛親王御駐營址是日治時期位於臺南市的一處史蹟，位於現今臺南市衛民街與萬昌街口附近，其是為了紀念伏見宮貞愛親王在1895年10月的攻台期間在此駐紮。此地原為許廷光宅邸，後來改建為日本勸業銀行台南支店長宿舍。其在1932年設了一紀念碑，並在1941年被台灣總督府指定為史蹟。此碑現存於臺南市客家文化會館。

## 背景

### 乙未戰爭
馬關條約在1895年4月簽訂之後，台灣由大清帝國割讓給日本帝國。日方在接收台灣前，因得知台灣官民積極備戰，計畫由北白川宮能久親王率領近衛師團，由台灣北部前南下。北白川宮一行人在5月31日由澳底登陸台灣，由於台灣方面激烈反抗，於是隨即展開了長達五個多月的乙未戰爭。日軍在攻勢受阻後，向大本營請求增援。日本於8月20日任命高島鞆之助中將為臺灣副總督，成立「南進軍司令部」，增派伏見宮貞愛親王的「混成第四旅團」及陸軍中將乃木希典的「第二師團」，分別計畫於布袋嘴（今布袋）和枋寮登陸，並與原本的近衛師團從三面圍攻台南，並有艦隊在安平待命砲擊。

### 伏見宮貞愛親王攻臺

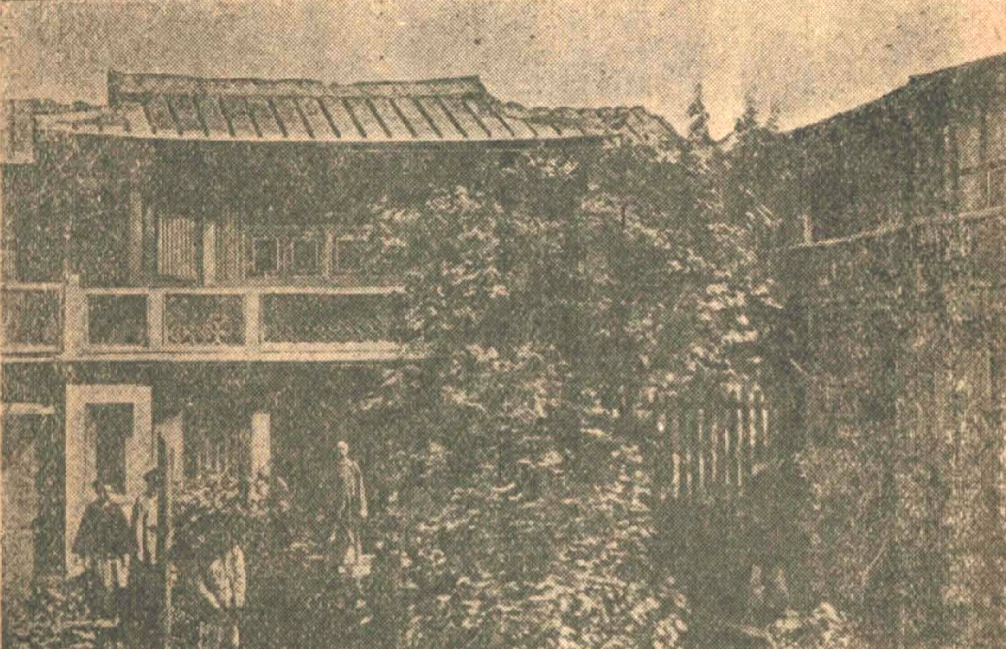
許廷光宅邸（浣紅閣）在1898年的樣貌

南進軍艦隊在9月30日抵達馬公待命，伏見宮貞愛親王率領混成第四旅團在10月11日從布袋嘴登陸台灣，在隔日開始掃蕩平定鹽水，在10月19日前往麻豆。在枋寮當陸的第二師團方面，乃木希典一行人在登陸後北上，於10月20日駐營在台南市區南側的太爺庄（今 湖內區太爺里），在當晚由台南仕紳與巴克禮牧師一行人前往此處談和，並在21日率領日軍進台南。伏見宮貞愛親王則隨後在22日由大北門進入台南，於10月22日到12月8日之間均住在二老口街的許廷光宅邸。北白川宮能久親王也在22日進入台南並住在臺南安海街御舍營所址。

## 御駐營址與紀念碑
許廷光出身台南文學世家，其宅邸稱為「浣紅閣」，宅邸西側設有花園，花園北側有斷崖。此宅邸在1869年租了給英國領事使用，故又被稱為「領事府」。因許氏與英方交好，發起與日軍和談的蔡夢熊原計畫與他去找英國領事交涉，但由於英國領事表示官方身分不便，才去找了英國長老教會牧師巴克禮。後來便由市民蔡夢熊、楊鵬搏、陳修五，和牧師巴克禮、宋忠堅前去和談。伏見宮貞愛親王即住在浣紅閣樓上中間的房間。此地後來由三井物產會社所有，且在此興建了新的支店長宅，後來又轉手給了日本勸業銀行，當時地址為壽町一丁目33番地。在1923年裕仁皇太子訪台行經台南時，三井臺南支店長小寺新一與壽町委員湯川鹿造討論了在浣紅閣舊址設立御遺跡紀念一事。後來便於1932年，在此設立了御遺跡紀念碑，其石材取自熱蘭遮城，正面碑文為「伏見宮貞愛親王御駐營遺址」，背面刻有日本勸業銀行總裁馬場鍈一所寫的字，其內容為台南御遺跡主典鈴村讓撰稿的碑文。在1941年6月14日，此地以「伏見宮貞愛親王御遺跡臺南御駐營址」被臺灣總督府指定為史蹟；而布袋和鹽水亦設有石碑以紀念伏見宮貞愛親王。
三處與伏見宮貞愛親王相關的史蹟，臺南御駐營址在戰後拆除，布袋的上陸紀念碑推倒當作房屋地基，唯有鹽水八角樓仍保留著。而貞愛親王殿下御上陸紀念之碑與臺南御駐營址紀念碑皆意外在2002年被發現；臺南御駐營址紀念碑於2002年3月14日在地主台南土地銀行整地時，由陳信安發現並通報臺南市文化局，現存放在臺南市客家文化會館。